# Eugen Pausch
Eugen Pausch (Neumarkt, Tirol del Sud, 22 de març de 1758 - 22 de febrer de 1838) fou un compositor alemany.
Estudià en la seva població natal, i als onze anys ingressà com a nen de cor en l'església de Neuburg, on va rebre una acurada instrucció, principalment la música. Després estudià filosofia i teologia a Amberg, i el 1777 va prendre l'hàbit religiós dels norbertins en el monestir de Walderbach.
Ordenat sacerdot, se li encarregà la instrucció musical dels seminaristes i la direcció del cor del monestir; llavors va compondre un gran nombre de misses, motets i altres obres de caràcter religiós, de les quals se'n van imprimir: sis misses breus i solemnes, set motets i una missa de Rèquiem (Dillingen, 1790); Te-Deum solemne a 4 veus, orgue i orquestra (Augsburg, 1791); Psalmi vespertini, adjunctis 4 Antiphonis Marianis 4 voc., cum organ. ac instrum,; Misses breves solemnes tamen, quarum última de Requiem (Augsburg, 1791), i Missae breves ac solemnes, quarum prima pastoritia, ultima vero de requiem (Augsburg, 1791).
A més se li deuen, la música d'un melodrama, titulat Jephté.